# Tatort: Was wir erben
Was wir erben ist ein Fernsehfilm aus der Krimireihe Tatort. Der vom Südwestrundfunk produzierte Beitrag ist die 1165. Tatort-Episode und wurde am 25. April 2021 im Ersten ausgestrahlt. Die Freiburger Ermittlerin Franziska Tobler ermittelt ihren siebten Fall, ihr Kollege Friedemann Berg seinen sechsten.

## Handlung
Die 78-jährige Fabrikantenwitwe Elisabeth Klingler-Rathmann heiratet ihre Gesellschafterin Elena Zelenko. Als sie tags darauf ihren Kindern Gesine und Richard Rathmann und ihrer Enkelin Antonia Wood mitteilt, dass Elena das Anwesen der Klinglers in Freiburg erben soll, und sie deshalb das bestehende Testament ändern will, kommt es zum Streit. Elena, danach Elisabeth und kurz darauf auch Richard verlassen den Raum. Unmittelbar darauf findet die Putzfrau Zofia Janczak Elisabeth auf der Treppe ihrer Villa liegend. Sie ist nicht ansprechbar und wird auf die Intensivstation gebracht. Gesine verdächtigt Elena, die in ihren Augen eine Erbschleicherin ist, sie gestoßen zu haben, und ruft die Polizei. Tobler und Berg nehmen die Ermittlungen auf.
Infolge einer Hirnblutung verschlechtert sich der Zustand Elisabeths, gemäß dem Wunsch in ihrer Patientenverfügung werden die lebenserhaltenden Geräte abgeschaltet. Elena lehnt das Angebot von Richards Anwalt ab, gegen eine angemessene Entschädigung auf ihren Pflichtteil zu verzichten.
Am nächsten Tag wird Elenas Leiche aus dem Waldsee geborgen. Tobler und Berg ermitteln, dass Elena lange auf der Straße gelebt hatte. Dann lernte sie Elisabeth bei einem Opernbesuch kennen. Elenas Eltern hatten im Zweiten Weltkrieg als ukrainische Zwangsarbeiter in der Firma Klingler gearbeitet. Die Mutter musste Elenas ältere Schwester direkt nach der Geburt abgeben. Wenige Tage später kam das Neugeborene ums Leben. Als Entschädigung wollte Elisabeth Elena die Villa vererben, damit sie dort eine Gedenkstätte errichten könnte. Rechtlich ist das bisherige Testament wirksam, da Elena ihren Pflichtteil nicht geltend machen konnte.
Zofia widerruft ihre von Richard vorgegebene Aussage, dass sie Elena nach dem Sturz oben auf der Treppe stehen sah. Stattdessen sah sie, dass Elisabeth ohne äußere Einwirkung stürzte.
Nachdem Tobler und Berg anhand einer Funkzellenabfrage ermitteln können, dass Antonia zur Tatzeit in der Nähe des Waldsees war, gesteht diese, im Streit die Nichtschwimmerin Elena ins Wasser gestoßen zu haben. Sie wollte Aufenthalte in der Villa nicht missen.

## Hintergrund
Der Film wurde vom 15. September 2020 bis zum 16. Oktober 2020 in Baden-Baden und Umgebung, Waldkirch (Stadtrainsee) und Freiburg (Essenstreff, Hauptfriedhof) gedreht. Zehn Drehtage waren in der ehemaligen Holtzmann-Villa in Weisenbach angesetzt. Ein fest zugesagter Dreh in der Herzklinik Bad Krozingen wurde kurzfristig abgesagt, ein leerstehendes Krankenhaus mit Intensivstation wurde schließlich in Weingarten gefunden.
Aufgrund der COVID-19-Pandemie wurden die zunächst für März geplanten Dreharbeiten verschoben, und es war ein Hygienekonzept zu befolgen, das Mundschutz, Abstände, abwechselndes Arbeiten, Virustests und Lüften vorsah. Die Zahl der Drehtage wurde daher von 24 auf 26 erhöht. Auch inhaltlich wurden Szenen verändert, um beim Drehen Nähe zu vermeiden.

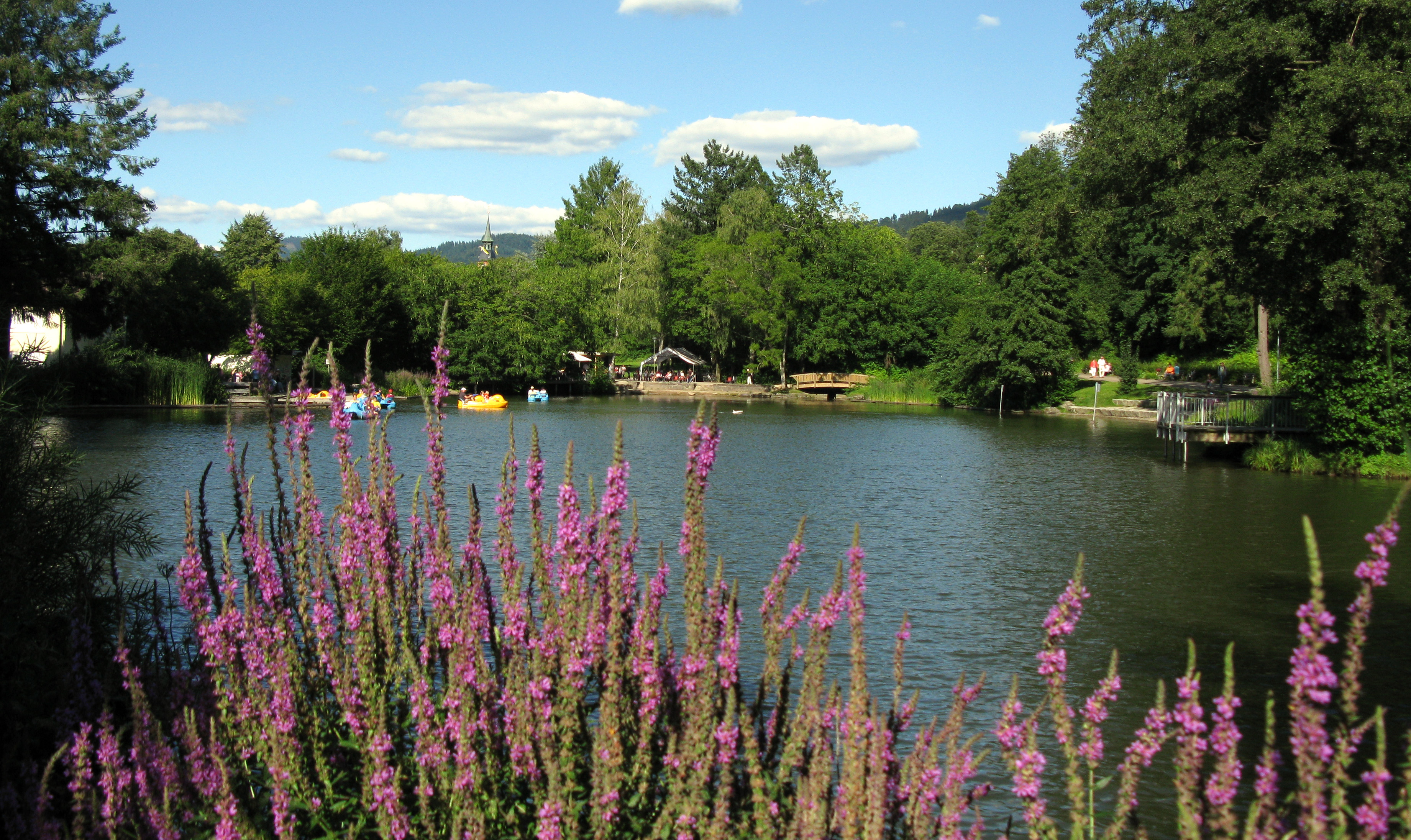
Stadtrainsee in Waldkirch
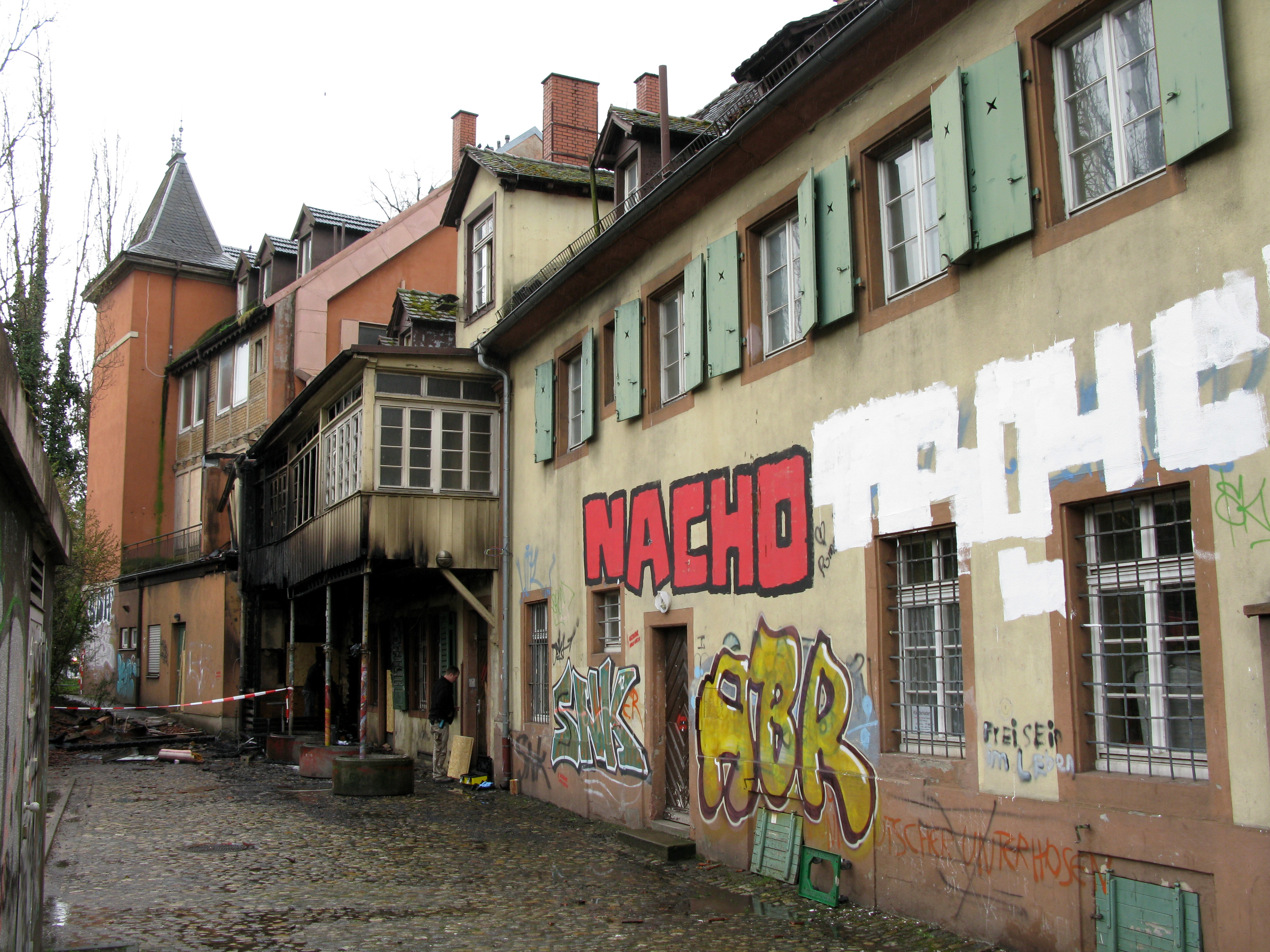
Freiburger Essenstreff
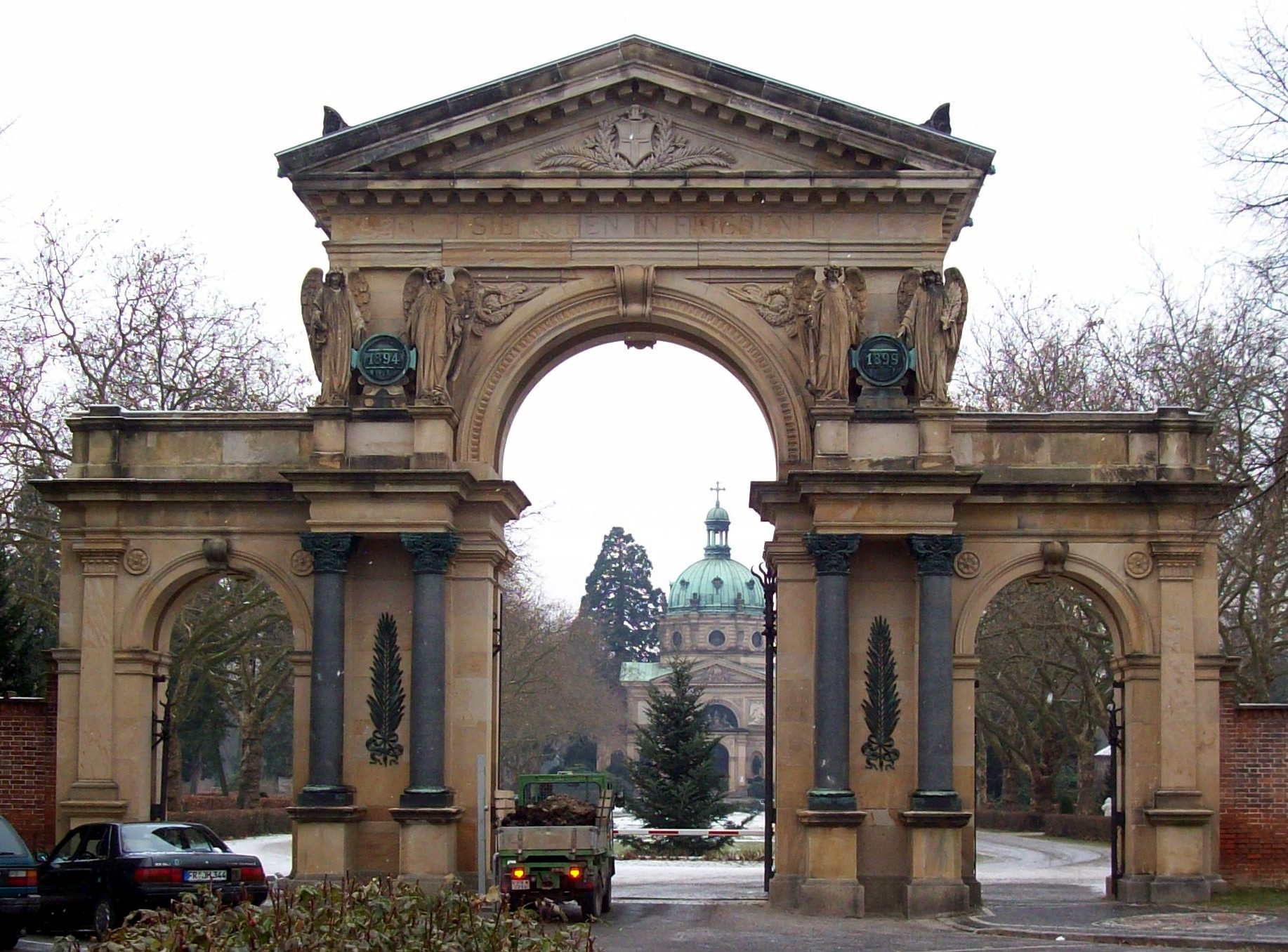
Hauptfriedhof Freiburg

## Rezeption

### Kritiken
„Kurzatmig schleppt sich der Holzschnitt-Plot in Holzchic-Ambiente, um am Ende so aufzugehen, wie man das ab der Hälfte vorausgesehen hat. Ein Krimi, so mitreißend wie eine Sitzung beim Notar.“

„Zur Ruhe kommen muss hier niemand, die Geschichte […] ist in sich eine zähe Angelegenheit. […] Leider mal wieder sehr lange neunzig Minuten.“

„‚Was wir erben‘ ist solide Krimikost, so unspektakulär wie die wald- und fichtenlose Gegend, in der der Film spielt.“

Der Filmdienst vergab zwei von fünf möglichen Sternen und kritisierte, dass der Film ein „überkonstruierter Krimi“ mit kritisch gedachten Auslassungen zu Erbrecht und kapitalistischer Ruchlosigkeit sei, die „ziemlich bemüht mit einer spannungsarmen Geschichte verbunden“ würden.

### Einschaltquoten
Die Erstausstrahlung von Was wir erben am 25. April 2021 wurde in Deutschland von 9,86 Millionen Zuschauern gesehen und erreichte einen Marktanteil von 28,7 % für Das Erste.